# Тореадор (опера)
Тореадор (фр. Le toréador) — комическая опера в двух актах французского композитора Адольфа Адана на либретто Тома Соважа. Премьера состоялась 18 мая 1849 года в театре Опера-комик, Париж. Адан использовал в партитуре несколько популярных мелодий: вариаций на тему детской французской песенки Ah! vous dirai-je, maman, арии из опер Гретри Tandis que tout sommeille (Ревнивый любовник) и Je brûlerai d’une flamme éternelle (Говорящая картина), цитаты из популярных народных песен, включая фанданго, качучу и фолии. сначала опера планировалась как одноактная, но была впоследствии разделена на два акта, чтобы дать певице-сопрано передышку после сложной партии.

## Роли
| Роль                           | Голос   | Премьера, 18 мая 1849 (Дирижёр: Теофиль Тильман) |
| ------------------------------ | ------- | ------------------------------------------------ |
| Дон Бельфор тореадор на пенсии | Бас     | Шарль Батай                                      |
| Коралина его жена              | Сопрано | Дельфин Угальд                                   |
| Траколен                       | Тенор   | Т. Э. Э. Моккер                                  |

## Краткое содержание
Действие происходит в саду дона Бельфора в Барселоне.

### Первый акт
Оперная певица-парижанка Коралина состоит в несчастливом браке с бывшим тореадором доном Бельфором. Вспоминая свою любовь к флейтисту Траколену, который сейчас находится в Барселоне, хочет возобновить знакомство. Пара общается, передавая письма через стену сада. Траколен спасает Бельфора от нападения хулиганов и теперь вхож в дом. Он говорит, что является посредником между оперной танцовщицей Каритеей, влюбившейся в Бельфора, и доном. Старик польщен, но требует доказательств и Траколен дает ему письмо Коралины. Дон Бельфор идет на встречу с Каритеей, а Коралина обвиняет его в измене. В замешательстве дон роняет письмо на пол и испуганная Коралина думает, что её роман раскрыт.

### Второй акт
Коралина не понимает, почему Бельфор не отреагировал гневно на её письмо. Траколен перелезает через ограду и говорит, что любит её с тех пор, как они встретились в опере и рассказывает о подробностях измены её мужа, после чего покидает сад. Когда дон Бельфор возвращается, Коралина снова обвиняет его в измене. Он сознается, упоминает имя «Каритея» и молит о прощении. Она соглашается на условии, что Траколена можно будет оставить в доме в качестве любовника. Бельфор, не хотя терять огромного приданого Каролины, соглашается.

## Записи
- Le toréador. Суми Чо, Джон Эйлер, Мишель Трампон, Оркестр Уэльской Национальной оперы, дирижёр Ричард Бонинг[англ.], Decca, 1998.